# چولپان(شهرستان آئورگازینسکی، باشقیرستان)
چولپان (به لاتین: Chulpan) یک منطقهٔ مسکونی در روسیه است که در باشقیرستان واقع شده‌است.